# イカリア島
イカリア島（イカリアとう、ギリシア語: Ικαρία / Ikaria ; 英語: Icaria）は、ギリシャ、北エーゲの島。サモス島の南西19kmの地点にある。中心の町はアイオス・キリコス。島全体の人口は8,843人（2021年）。ギリシャ神話に登場するイカロスが、付近の海に転落したという逸話から、島の名前が付いた。

## 歴史
紀元前750年頃にミレトス出身者が植民を開始。14世紀には、ジェノヴァ共和国の支配下に入った。15世紀初頭にはロドス島にいた聖ヨハネ騎士団に支配されるが長く続かず、オスマン帝国の支配を受ける。19世紀のギリシャ独立戦争では統一運動が盛り上がるものの、そのままトルコ支配は続いた。1912年7月、イカリア自由国を建国し、短期間であるが自前の軍、国旗、国家、切手を持っていた。同年11月にバルカン戦争が起こり、ギリシャとようやく統一を果たした。第二次世界大戦と、それに続くギリシャ内戦では、捕らえられた共産主義者約13,000人がイカリア島へ流された。この時から島民が共産主義者に同情的となった。
1960年代以降、観光業の底上げを図る政府によってインフラが整備され、投資が進められた（それまでは貧しい島で、アメリカ合衆国への移住者が多かった）。

イカリア島の旗（1912年傾）